# Lena Merhej
Lena Merhej   (Beirut, 1977) és una artista de còmics libanesa d'origen alemany.
Amb més de vint llibres infantils publicats, forma part de Samandal, una de les primeres publicacions de còmics al món àrab. És coneguda per Iogurt amb Melmelada, novel·la gràfica on explica el procés d'adaptació de sa mare, alemanya, a la societat libanesa dels anys setanta i huitanta.